# まんだい・えいじのイエス!You CAN
まんだい・えいじのイエス!You CANは、1999年4月から南海放送で制作・放送されているラジオ番組である。パーソナリティは日本福音宣教会の代表であり牧師の万代栄嗣、聞き手は南海放送アナウンサーの戒田節子。現在の放送日時は毎週日曜日22時からの30分間。キャッチコピーは、「どんなときでも、信じること、望むこと、愛することを忘れないで。そうすれば、絶対に大丈夫！」。
いわゆる宗教番組ではあるが、中立的な立場である局アナの戒田が出演していることや、万代のフランクな語り口などから一般的な宗教番組と比べてライトな雰囲気を持っている。一方で、万代は本格的な宣教番組であるまことの救いも永らく行っている。

## 番組の内容
- オープニングトーク

万代の近況、時事ネタなどをテーマにしたトーク。
- 音楽

1曲目はゴスペル・CCMが選曲される。
- 「本音で来い」のコーナー

リスナーからのお便り紹介。万代への悩み相談が多い。
- 音楽

2曲目は万代がボーカルを務める「がんばるバンド」の曲が選ばれる。
- 聖書解説

聖書の言葉を一節引き、万代の説教が行われる。
- 曲

3曲目は万代の独唱による聖歌が流される。
- エンディング

万代が牧師を務める基督教会の松山福音センターの日曜礼拝の案内、番組へのメールの宛先がアナウンスされた後、万代がリスナーへ目を閉じるよう促し、祈りを行う。

## プレイリスト

### 2015年7月26日
1. Myron Butler & Levi / Speak
2. がんばるバンド / 虹の約束
3. まんだい・えいじ / 神の御子にます

### 2015年8月2日
1. Kierra "KiKi" Sheard / Love Like Crazy
2. がんばるバンド / きらきらひかる
3. まんだい・えいじ / 灯台は遥か

### 2015年8月9日
1. Brian Courtney Wilson / Just Love
2. がんばるバンド / 僕の言葉に神様がおられますように
3. まんだい・えいじ / 墨よりも黒き心なれど

### 2015年8月16日
1. Donnie McClurkin / The Great I Am
2. がんばるバンド / ずっとそばに（ライブバージョン）
3. まんだい・えいじ / ほふられたまいし

### 2015年8月23日
1. Vickie Winans feat: Tim Bowman, Jr. / How I Got Over
2. がんばるバンド / あなたを愛して
3. まんだい・えいじ / 飼い主なる主よ

### 2015年8月30日
1. The Mighty Clouds of Joy / I'll Be Up There
2. がんばるバンド / きらきらひかる
3. まんだい・えいじ / 祈りまつる

### 2015年9月6日
1. Lee Williams and The Spiritual QC's / So Good To Me
2. がんばるバンド / Person To Person
3. まんだい・えいじ / ああ恵み

### 2015年9月13日
1. Byron Cage / I Can't Hold It
2. がんばるバンド / そんな神様です
3. まんだい・えいじ / 神の御子にます

### 2015年9月20日
1. Vanessa Bell Armstrong / Help
2. がんばるバンド / Bless
3. まんだい・えいじ /  灯台は遥か

### 2015年9月27日
1. William Mcdowell / I Give Myself Away
2. がんばるバンド / 青色のリボン
3. まんだい・えいじ / 墨よりも黒き心なれど

### 2015年10月4日
1. Heather Headley and Smokie Norful / Jesus Is Love
2. がんばるバンド / きらきらひかる
3. まんだい・えいじ / ほふられたまいし

### 2015年10月11日
1. Shirley Caesar / Favor
2. がんばるバンド / あなたを愛して
3. まんだい・えいじ / 飼い主なる主よ

### 2015年10月18日
1. DeWayne Woods & When Singers Meet / Living On The Top
2. がんばるバンド / そんな神様です
3. まんだい・えいじ / 祈りまつる

### 2015年10月25日
1. Tamela Mann / Joy of the Lord
2. がんばるバンド / 虹の約束
3. まんだい・えいじ / ああ恵み

### 2015年11月1日
1. VaShawn Mitchell / Nobody Greater
2. がんばるバンド / Gifts and Calling
3. まんだい・えいじ / 神の御子にます

### 2015年11月8日
1. Myron Butler & Levi / Speak
2. がんばるバンド / MAN-MAN-MAN
3. まんだい・えいじ / 灯台は遥か

### 2015年11月15日
1. Kierra KiKi Sheard / Love Like Crazy
2. がんばるバンド / ずっとそばに
3. まんだい・えいじ / 墨よりも黒き心なれど

### 2015年11月22日
1. Brian Courtney Wilson / Just Love
2. がんばるバンド / きらきらひかる
3. まんだい・えいじ / ほふられたまいし

### 2015年11月29日
1. Donnie McClurkin / The Great I Am
2. がんばるバンド / 日曜日の風景
3. まんだい・えいじ / 飼い主なる主よ

### 2015年12月6日
1. tobyMac / O Come All Ye Faithful / WOW Christmas: Green
2. がんばるバンド / O Holy Night
3. まんだい・えいじ / 互いに喜び

### 2015年12月13日
1. Chris Tomlin / Angels We Have Heard on High / WOW Christmas: Green
2. がんばるバンド / クリスマス・キャロル
3. まんだい・えいじ / いざ歌え

### 2015年12月20日
1. BarlowGirl / O Holy Night / WOW Christmas: Green
2. がんばるバンド / 冬の街角
3. まんだい・えいじ / 御冠をもなれは捨てて

### 2015年12月27日
1. Vickie Winans feat: Tim Bowman, Jr. / How I Got Over
2. がんばるバンド / Gifts and Calling
3. まんだい・えいじ / 祈りまつる

### 2016年

#### 1月3日
1. The Mighty Clouds of Joy / I'll Be Up There
2. がんばるバンド / 虹の約束
3. まんだい・えいじ / ああ恵み

#### 1月10日
1. Lee Williams and The Spiritual QC's / So Good To Me
2. がんばるバンド / MAN-MAN-MAN
3. まんだい・えいじ / 神の御子にます

#### 1月17日
1. Byron Cage / I Can't Hold It
2. がんばるバンド / ずっとそばに
3. まんだい・えいじ / 灯台は遥か

#### 1月24日
1. Vanessa Bell Armstrong / Help
2. がんばるバンド / 僕の言葉に神様がおられますように
3. まんだい・えいじ / 墨よりも黒き心なれど

#### 1月31日
1. William Mcdowell / I Give Myself Away
2. がんばるバンド / 種蒔く人の唄
3. まんだい・えいじ / ほふられたまいし

#### 2月7日
1. Heather Headley and Smokie Norful / Jesus Is Love
2. がんばるバンド / あなたを愛して
3. まんだい・えいじ / 飼い主なる主よ

#### 2月14日
1. Shirley Caesar / Favor
2. がんばるバンド / きらきらひかる
3. まんだい・えいじ / 祈りまつる

#### 3月27日
1. Mary Mary with Kierra "KiKi" Sheard / God in Me
2. がんばるバンド / そんな神様です
3. まんだい・えいじ / ほふられたまいし

#### 4月3日
1. Karen Clark Sheard / Prayed Up
2. がんばるバンド / きらきらひかる
3. まんだい・えいじ / 飼い主なる主よ

#### 7月10日
- 第24回参議院議員通常選挙による選挙特別番組のため放送休止

### 2023-09-10
- Matthew West / Hello, My Name Is
- がんばるバンド / MAN-MAN-MAN
- まんだい・えいじ / 灯台は遥か

### 2023-09-17
- MercyMe / You Are I Am
- がんばるバンド / 夕焼け
- まんだい・えいじ / 墨よりも黒き心なれど

### 2024/12/15
- スモーキー・ノーフル - O Holy Night
- がんばるバンド - 冬の街角
- まんだい・えいじ - 聞けや歌声

### 2024/12/22
- Donnie McClurkin - Agnus Dei
- がんばるバンド - O Holy Night
- まんだい・えいじ - 牧人ひつじを

### 2024/12/29
- The Afters Light - Up The Sky
- がんばるばんど - きらきらひかる
- まんだい・えいじ - みやこのそとなる

### 2024/1/5
- NEEDTOBREATHE - Something Beautiful
- がんばるバンド - 青色のリボン
- まんだい・えいじ - 我は幼子

### 2025/1/12
- Third Day - Children Of God
- がんばるバンド - Bless
- まんだい・えいじ - 流し給いし